# Team Raleigh/Saison 2013
Dieser Artikel listet Erfolge und Fahrer des Radsportteams Raleigh in der Saison 2013 auf.

## Erfolge in der UCI Europe Tour
| Datum    | Rennen                      | Kat. | Sieger          |
| -------- | --------------------------- | ---- | --------------- |
| 18. März | Prolog Tour de Normandie    | 2.2  | Thomas Scully   |
| 21. März | 3. Etappe Tour de Normandie | 2.2  | Alexandre Blain |

## Abgänge – Zugänge
| Zugänge                     | Team 2012                             | Abgänge            | Team 2013         |
| --------------------------- | ------------------------------------- | ------------------ | ----------------- |
| Éric Berthou                | Bretagne-Schuller                     | Daniel Holloway    | Amore & Vita      |
| Mark Christian              | An Post-Sean Kelly                    | Bernard Sulzberger | Drapac Cycling    |
| Thomas Scully               | Chipotle-First Solar Development Team | Liam Holohan       | Madison Genesis   |
| Lachlan Norris              | Drapac Cycling                        | Brennan Townshend  | Madison Genesis   |
| Alexandre Blain             | Endura Racing                         | Simon Holt         | Differdange-Losch |
| Richard Lang                | Rapha Condor                          | Tobyn Horton       | Team UK Youth     |
| Mark O’Brien                | Team Budget Forklifts                 | Jeroen Janssen     | Unbekannt         |
| Sam Witmitz                 | Team Budget Forklifts                 | James Sparling     | Unbekannt         |
| Rob Britton                 | H&R Block                             |                    |                   |
| Thomas Moses                | Neoprofi                              |                    |                   |
| Thomas Stewart (ab 1. Juni) | Neoprofi                              |                    |                   |

## Mannschaft
| Name            | Geburtsdatum       | Nationalität           |
| --------------- | ------------------ | ---------------------- |
| Éric Berthou    | 23. Januar 1980    | Frankreich             |
| Alexandre Blain | 7. März 1981       | Frankreich             |
| Graham Briggs   | 14. Juli 1983      | Vereinigtes Königreich |
| Rob Britton     | 22. September 1984 | Kanada                 |
| Mark Christian  | 20. November 1990  | Vereinigtes Königreich |
| Russell Hampton | 23. Februar 1988   | Vereinigtes Königreich |
| Matthew Holmes  | 8. Dezember 1993   | Vereinigtes Königreich |
| Richard Lang    | 23. Februar 1989   | Australien             |
| Thomas Moses    | 3. Mai 1992        | Vereinigtes Königreich |
| Lachlan Norris  | 21. Januar 1987    | Australien             |
| Mark O’Brien    | 16. September 1987 | Australien             |
| Evan Oliphant   | 8. Januar 1982     | Vereinigtes Königreich |
| Thomas Scully   | 14. Januar 1990    | Neuseeland             |
| Thomas Stewart  | 9. Januar 1990     | Vereinigtes Königreich |
| Sam Witmitz     | 17. März 1985      | Australien             |